# Mnasitheus cephoides
Mnasitheus cephoides är en fjärilsart som beskrevs av Hayward 1943. Mnasitheus cephoides ingår i släktet Mnasitheus och familjen tjockhuvuden. Inga underarter finns listade i Catalogue of Life.